# Hades noctula
Hades noctula is een vlindersoort uit de familie van de prachtvlinders (Riodinidae), onderfamilie Euselasiinae.
Hades noctula werd in 1851 beschreven door Westwood.